# Îles Skellig
 (février 2018).
Si vous disposez d'ouvrages ou d'articles de référence ou si vous connaissez des sites web de qualité traitant du thème abordé ici, merci de compléter l'article en donnant les références utiles à sa vérifiabilité et en les liant à la section « Notes et références ».
Les îles Skellig (en irlandais : Na Scealaga) sont un archipel de la côte sud-ouest de l'Irlande, formé des îles de Skellig Michael et Little Skellig. Elles se situent plus précisément au large de la péninsule d'Iveragh, dans le comté de Kerry dans la province du Munster.

## Toponymie
Le nom anglais Skellig vient de l'irlandais sceilg, parfois écrit sceillig, au pluriel scealga, désignant un « rocher escarpé ou à pic »,. Sceilig Mhichíl (Skellig Michael) est donc le « Rocher à pic de (Saint) Michel », Sceilig Bheag (Little Skellig), le « Petit Rocher à pic » et Na Scealaga (Skellig Islands), « les Rochers à pic ».

## Géographie

### Localisation
Les îles Skellig sont situées au large de la côte sud-ouest de l'Irlande, dans le comté de Kerry,. Elles se situent à une dizaine de kilomètres de Bolus Head, le point le plus occidental de la péninsule d'Iveragh, et sont séparées d'environ 3 km.

### Topographie
Skellig Michael culmine à 218 m d'altitude et est caractérisé par des pentes abruptes,. Le relief est dominé par deux sommets : le sommet sud-ouest ou South Peak où se situe l'ermitage (218 m d'altitude) et le sommet nord-est où est construit le monastère (185 m d'altitude). Ces deux pics se situent de part et d'autre d'une dépression de 130 m d'altitude connue sous le nom de Christ's Saddle (« la selle du Christ ») ou Christ's Valley,. Par ailleurs, l'île compte trois criques. Au sud-est de l'île se trouve le rocher Blue Man's Rock.
Little Skellig est également caractérisé par un relief abrupt et s'élève à 134 m d'altitude.

### Géologie

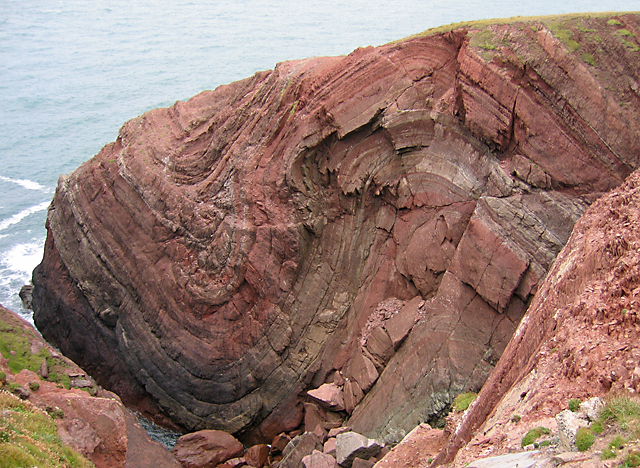
Vieux grès rouges dans le Pembrokeshire (pays de Galles).

Les îles Skellig sont formées par les vieux grès rouges, que l'on retrouve aussi dans les régions montagneuses du sud du comté de Kerry ou de l'ouest du comté de Cork, comme les Macgillycuddy's Reeks ou les Caha Mountains. Ces roches sont issues des sédiments déposés par les rivières en crue lors du Dévonien, il y a 400 millions d'années. La topographie actuelle de la région, caractérisée par des vallées orientées nord-est-est-sud-ouest-ouest séparées par des chaînes de montagnes, est le résultat d'une période de pliages et de formations de chaînes de montagnes environ 100 millions d'années après le dépôt des sédiments. Le niveau de la mer monta, d'où résulta la formation de bras de mer relativement profonds dans le sud-ouest, comme Kenmare River et Bantry Bay, et la séparation des Skellig de l'île principale.

### Climat
Le climat de l'Irlande, de type océanique, est fortement influencé par l'océan Atlantique et caractérisé par sa fraîcheur et son humidité. Les précipitations sont abondantes (1 000 mm de pluie par an dans la moitié ouest du pays) et bien réparties (plus de 200 jours par an). Les hivers sont doux (7 °C en janvier sur la côte sud) et les étés ne sont pas particulièrement chauds (15 °C en juillet). La météo se caractérise par une forte nébulosité et des vents violents sur les sommets et les côtes exposées. L'archipel ne connaît pratiquement pas le gel.
| Mois                              | jan. | fév.  | mars  | avril | mai  | juin | jui. | août  | sep.  | oct.  | nov.  | déc.  | année   |
| --------------------------------- | ---- | ----- | ----- | ----- | ---- | ---- | ---- | ----- | ----- | ----- | ----- | ----- | ------- |
| Température minimale moyenne (°C) | 4,2  | 3,9   | 4,6   | 5,5   | 7,5  | 10,1 | 11,7 | 11,6  | 10,3  | 8,6   | 6     | 5     | 7,4     |
| Température moyenne (°C)          | 6,8  | 6,6   | 7,6   | 8,9   | 10,9 | 13,3 | 14,8 | 14,8  | 13,5  | 11,5  | 8,7   | 7,6   | 10,4    |
| Température maximale moyenne (°C) | 9,3  | 9,3   | 10,5  | 12,2  | 14,3 | 16,4 | 17,9 | 18    | 16,6  | 14,3  | 11,4  | 10,1  | 13,4    |
| Ensoleillement (h)                | 1,41 | 2,16  | 3,05  | 5     | 5,81 | 5,12 | 4,53 | 4,5   | 3,61  | 2,53  | 1,72  | 1,17  | 3,39    |
| Précipitations (mm)               | 167  | 123,1 | 121,7 | 77    | 88,5 | 79,9 | 73,3 | 111,2 | 124,9 | 157,3 | 147,1 | 159,3 | 1 430,3 |

| Diagramme climatique                                  |             |              |           |             |              |              |             |               |              |            |            |
| J                                                     | F           | M            | A         | M           | J            | J            | A           | S             | O            | N          | D          |
| 9,34,2167                                             | 9,33,9123,1 | 10,54,6121,7 | 12,25,577 | 14,37,588,5 | 16,410,179,9 | 17,911,773,3 | 1811,6111,2 | 16,610,3124,9 | 14,38,6157,3 | 11,46147,1 | 10,15159,3 |
| Moyennes : • Temp. maxi et mini °C • Précipitation mm |             |              |           |             |              |              |             |               |              |            |            |

## Milieu naturel

### Faune
Les îles Skellig sont réputées pour leurs colonies d'oiseaux marins et constituent l'un des sanctuaires les plus importants d'Irlande, tant par le nombre d'oiseaux que par la diversité des espèces.
Les deux sites abritent ainsi des colonies de fous de Bassan, de Fulmars, de puffins des Anglais, de mouettes tridactyles, de guillemots de Troïl, de petits pingouins et de macareux moine. Cohabitent également mais dans une moindre mesure des craves à bec rouge et des faucons pèlerins.
Des animaux marins vivent dans les eaux environnantes. Parmi eux, des phoques gris qui trouvent refuge au pied de Little Skellig, des requins pèlerins, des baleines de Minke, des dauphins et des tortues luth. Les îles possèdent différents sites de plongée présentant un intérêt du fait des eaux claires, de l'abondance des espèces à observer et des falaises sous-marines allant jusqu'à 60 m de profondeur.

## Dans la culture

### Cinéma
Skellig Michael a servi de décor pour le cinéma. Le film Cœur de verre (1976) de Werner Herzog se clôture sur l'île.
Skellig Michael a aussi accueilli deux fois le tournage de la saga Star Wars, entre 2014 et 2016, pour les épisodes 7 et 8. La décision de la ministre Heather Humphreys, motivée par les conséquences en termes d'emploi, de tourisme et des retombées pour l'industrie cinématographique irlandaise, a été fortement critiquée car allant à l'encontre de la politique de protection du site et pouvant causer, outre les perturbations des activités sur l'île, des effets néfastes sur l'écologie et l'archéologie à Skellig Michael, comme a averti l'organisation non gouvernementale An Taisce, et comme cela a finalement eu lieu. Par ailleurs, une rumeur a circulé affirmant qu'il serait illégal d'utiliser des photographies de l'île pour une durée de dix ans. Le risque est également évoqué que l'île devienne plus renommée pour son usage cinématographique que pour son histoire et ses sites archéologiques — le nombre de visiteurs a ainsi fortement augmenté depuis la sortie des films.

### Littérature
Dans la série Le Sorceleur de l'écrivain polonais Andrzej Sapkowski, un archipel porte le nom de Skellige.